# Habronema microstoma
Habronema microstoma ist eine Art der Fadenwürmer, die im Magen von Pferden parasitiert.

## Merkmale
Es handelt sich um schlanke, weißlich durchscheinende Fadenwürmer.  Die adulten Männchen sind 16 bis 22 mm, die Weibchen 15 bis 25 mm lang. Der Pharynx ist zylindrisch und enthält im vorderen Abschnitt einen kleinen bauch- und rückenseitigen Zahn. Vor der Kloake sind bei Männchen vier Papillenpaare angeordnet. Die beiden Spicula sind unterschiedlich lang, das dünne linke Spiculum ist etwa zweimal länger als das rechte. Bei Habronema muscae sind die Männchen deutlich kleiner, die Spicula haben ein Längenverhältnis von 5:1. Zudem sind keine Zähne ausgebildet.
Die längsovalen Eier haben eine dünne Schale und ähneln denen von Draschia. Sie sind mit 45–59 × 10–16 μm aber etwas größer. Mit der Ausscheidung im Kot enthalten sie bereits die Larve, die Larven können aber auch schon frei im Kot vorkommen.

## Lebenszyklus
Die Adulten besiedeln den Magen. Nach der Begattung geben die Weibchen larvenhaltige Eier ab. Ein Teil der Larven schlüpft schon während der Darmpassage. Die weitere Entwicklung erfordert Fliegen als Zwischenwirt. Die Larven werden von Fliegenmaden aufgenommen. Während der Entwicklung der Fliege kommt es simultan zur Entwicklung des Fadenwurms, die adulten Fliegen beherbergen das dritte Larvenstadium. Die Fliegen werden durch den Geruch der Pferde angezogen und setzen die Fadenwurmlarven an Lippen und der näheren Mundumgebung ab. Sie werden vom Pferd abgeschluckt und entwickeln sich im Magen innerhalb von zwei Monaten zu den Adulten. Eine Ansteckung des Endwirts kann auch über Wasser und Futter erfolgen, welches von Fliegen mit Larven kontaminiert wurde. Larven, die auf der Haut, vor allem in Wunden und Abschürfungen, abgegeben werden, verursachen die kutane Habronematose. Habronema-Larven, die auf die Nasenschleimhaut gelangen, können in die Bronchiolen und Lungenbläschen vordringen und eine pulmonale Habronematose verursachen.